# Harriot Kezia Hunt
Pour les articles homonymes, voir Hunt.
Harriot Kezia Hunt, née le 9 novembre 1805 à Boston dans le Massachusetts et morte le 2 janvier 1875 dans la même ville, est une femme médecin et militante américaine des droits des femmes.

## Biographie

### Jeunesse
Harriot Kezia Hunt naît en 1805 à Boston dans le Massachusetts. Elle est la fille de Joab Hunt et de Kezia Wentworth Hunt. Elle et sa sœur, Sarah Hunt, ouvrent une école privée dans leur maison après la mort de leur père en 1827 afin de subvenir à leurs besoins. Bien que l'enseignement rapporte de l'argent, Hunt estime que ce n'est pas ce qu'elle souhaite faire de sa vie. La sœur de Hunt tombe malade et ne se rétablit pas avec les traitements proposés par les médecins conventionnels. Le Dr Richard Dixon Mott est invité à soigner Sarah. C'est après cela que Hunt commence à étudier la médecine auprès d'Elizabeth Mott et du Dr Mott en 1833. Plutôt que d’utiliser les méthodes courantes de l’époque, M. et Mme Mott utilisent le repos et la relaxation ainsi que des remèdes à base de plantes pour renforcer et guérir les patients. Hunt bénéficie grandement d'observations cliniques tout en travaillant avec Elizabeth Mott, qui supervise généralement la plupart des patientes du Dr Mott. En 1835, Hunt ouvre son propre cabinet de consultation sans diplôme en médecine.

### Éducation et pratique
Hunt est la première femme à s'inscrire à la Harvard Medical School en 1847. Le Dr. Oliver Wendell Holmes Sr., récemment nommé doyen de l'école, envisage initialement d'accepter sa candidature. Il est fortement critiqué par l'ensemble des étudiants de sexe masculin, ainsi que par les surveillants de l'université et d'autres membres du corps professoral, et elle est priée de retirer sa candidature. Peu de temps après l'obtention du diplôme d'Elizabeth Blackwell du Collège de Genève en 1849, Hunt présenté une nouvelle demande à Harvard, mais elle est refusée. Dans les années qui suivent la demande et le refus de Hunt, d'autres femmes sont également refusées. Ce n’est qu’en 1945 que l'Harvard Medical School admet sa première promotion de femmes dans un essai de 10 ans visant à mesurer la productivité et les réalisations des femmes pendant et après leurs études médicales. Cette catégorie de femmes est admise en raison de la diminution du nombre de candidats masculins qualifiés à la suite de la Seconde Guerre mondiale. Malgré le rejet de sa seconde candidature à Harvard, Hunt continue à pratiquer la médecine toute seule. Elle devient si largement connue qu'en 1853, elle reçoit un doctorat honorifique en médecine du Female Medical College of Pennsylvania.
Hunt est critiquée tout au long de ses années de pratique médicale, en particulier par ceux qui pensent que sa profession n'est pas adaptée à la féminité traditionnelle de l'époque. Un article du New York Times sorti en 1858, par exemple, lui reproche d'être "l'une des douzaines de femmes aux États-Unis qui languissent parce que la nature n'en a pas fait des hommes". À l'inverse, Hunt croit que la féminité rend les femmes particulièrement adaptées à la profession médicale. Comme elle le s'interroge, "Quoi de plus délicat, de plus féminin que de prendre la main d'une sœur, affligée dans son corps et dans son esprit, et de lui montrer la cause de ses maladies ?".
Hunt travaille également avec passion pour défendre le droit des femmes d'apprendre et de pratiquer la médecine et, plus généralement, d'être éduquées et de chercher une profession. Elle croit qu'elle vit dans une " ère de transition ", comme elle l'appelle, où les gens commencent à remettre en question les traditions sociales. En 1843 elle fonde la Ladies In Physiology Society. Elle a donné des conférences sur la physiologie et l'hygiène. En 1850 elle assiste à la Convention annuelle des droits de femmes à Worcester dans le Massachusetts. Pendant un certain nombre d'années, Hunt passe son temps à donner des conférences sur l'abolition de l'esclavage ainsi que sur les droits des femmes. Une grande partie de sa carrière est décrite dans ses mémoires, Glances and Glimpses; ou Fifty Years' Social, Including Twenty Years' Professional Life (Boston: JP Jewett and Company, 1856).
En 1860, elle célèbre ses 25 ans de pratique de la médecine avec une fête qui attire 1500 invités, dont trois générations de ses patients. Lors de cet événement, elle aurait offert ses conseils aux femmes : J'ai été si heureuse dans mon travail, à chaque instant occupé, à chaque fois que j'ai envie de le murmurer à l'oreille de chaque femme apathique : " Fais quelque chose, si tu veux être heureuse ".

### Mort et héritage

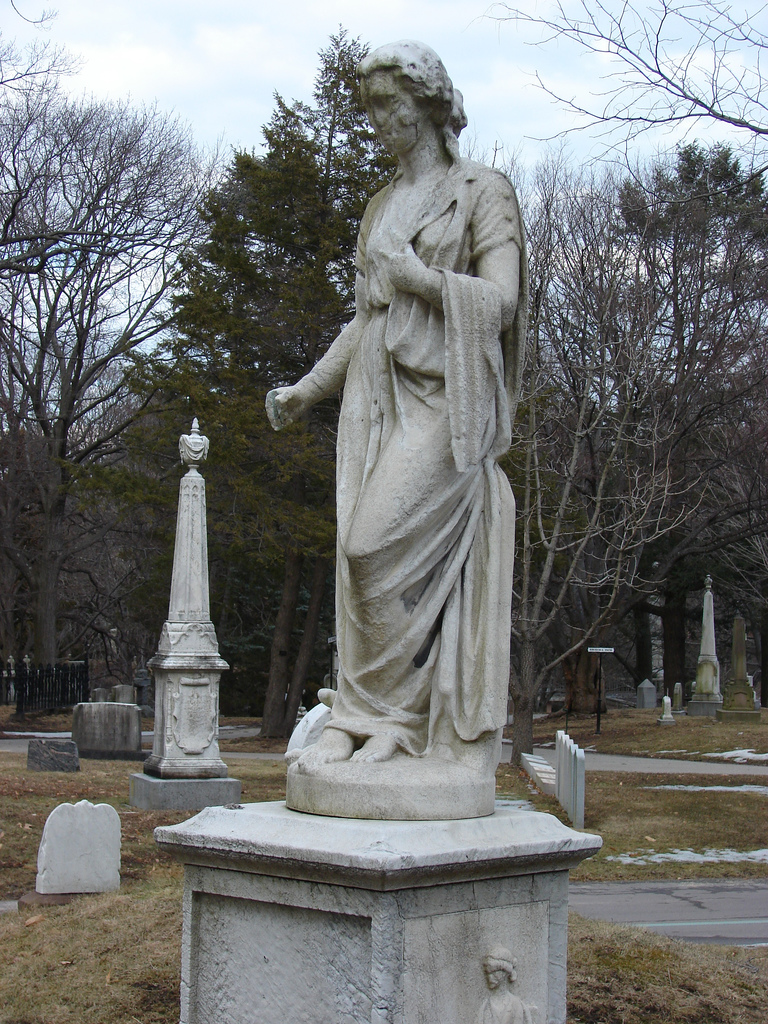
Hygeia, la déesse grecque de la santé, sculptée par Edmonia Lewis v. 1871-1872 pour la tombe de Harriot Hunt

Après sa mort à Boston en 1875, à l'âge de 70 ans, elle est inhumée au cimetière de Mount Auburn, près de Boston. Sa tombe peut encore être visitée aujourd'hui et est marquée par une statue de la déesse grecque de la santé, Hygeia. Elle est sculptée par la sculptrice afro-américaine, Edmonia Lewis. Hunt est également commémorée sur le Salem Women's Heritage Trail.